# Taches annulaires nécrotiques du gazon

Les taches annulaires nécrotiques sont une maladie fongique courante du gazon dont l'agent causal est une espèce de champignons ascomycètes transmis par le sol, Ophiosphaerella korrae, qui infecte principalement les racines. C'est une maladie importante car elle détruit l'apparence des pelouses dans les espaces verts, terrains de jeux et de golf. Les taches annulaires nécrotiques sont causées par un agent phytopathogène fongique qui produit des ascospores dans un ascocarpe. Ceux-ci survivent pendant les périodes défavorables, comme l'hiver, sous forme de sclérotes. La plupart des infections surviennent au printemps et à l'automne lorsque la température est d'environ 13 à 28 °C. Les hôtes principaux de cette maladie sont des graminées de saison fraîche comme le pâturin des prés et le pâturin annuel. Une fois que le gazon est infecté par Ophiosphaerella korrae, les racines et les couronnes du gazon meurent. Les symptômes de la maladie sont très visibles puisqu'ils apparaissent sous la forme de grandes plaques jaunes en forme de cernes de gazon mort. La prise en charge de la maladie est souvent difficile et doit être combattue par différentes méthodes de lutte, notamment l'application de fongicides chimiques et le recours à certaines techniques culturales.

## Hôtes et symptômes
La maladie des taches annulaires nécrotiques du gazon infecte diverses espèces de graminées à gazon, notamment  les graminées de saison fraîche comme les pâturins. Le champignon infecte également les fétuques et les agrostides. Il est commun dans les pelouses engazonnées, les pelouses à croissance rapide et les pelouses à sols stratifiés.
L'agent pathogène produit des taches circulaires pelées de couleur brun clair ou jaune. Ces plaques ont environ 5 à 10 cm de diamètre, mais peuvent atteindre environ un mètre de diamètre. Au fur et à mesure que le gazon infecté meurt, les taches deviennent brunes. À l'intérieur de la parcelle, il peut y avoir des zones d'herbe vivante au centre, créant un aspect d'« œil de grenouille » caractéristique de cet agent pathogène. Cela résulte du fait qu'au centre de la tache, le gazon survit ou est recolonisé par une herbe saine.
Bien que l'infection survienne pendant les saisons plus fraîches, comme l'automne et le printemps, les symptômes peuvent aussi se manifester en été. Si la maladie persiste pendant l'été, elle peut noircir la couronne et les racines avec un mycélium visible. Comme indiqué plus haut, cette maladie modifie l'herbe en créant des taches jaunes ou beiges d'herbes mortes. Un autre symptôme possible est la présence de lésions foliaires qui sont fréquentes en cas de maladie fongique. Si elles affectent le limbe foliaire, elles sont inconsistantes en termes de taille et de forme. Les lésions peuvent également être de différentes couleurs, allant du jaune au brun roux et au brun foncé.

## Cycle de la maladie
Ophiosphaerella korrae est un ascomycète, phylum de champignons. Ces champignons produisent des ascospores en tant que structure reproductrice sexuelle dans des pseudothèces en forme de flacon qui se forment sur les racines et les couronnes du gazon infecté. 
Les éléments pathogènes survivent à des saisons défavorables sous forme de sclérotes, qui sont des mycéliums compactés qui vivent dans les débris végétaux. Dans des conditions optimales, temps frais et humide, les sclérotes germent et commencent à infecter les racines du gazon et les pseudothèces produisent des ascospores tout au long de la saison de croissance du gazon. Ces agents pathogènes sont diffusés par les matériels de coupe de gazon, comme les tondeuses à gazon, qui transportent des débris végétaux contenant les sclérotes. 
De plus, les hyphes d'une plante infectée envahissent d'autres plantes voisines lorsqu'elles croissent à l'extérieur des racines et des rhizomes. 
Le mycélium noir, formé d'«  hyphes rampantes », pousse à la surface des racines infectées et colonise les racines saines avoisinantes. Les hyphes pénètrent alors dans les racines et infectent l'intérieur du cortex racinaire, entraînant une diminution de la capacité de la plante à absorber les nutriments et l'eau du sol et finalement provoquent la mort des plantes. On n'a pas encore découvert un stade de reproduction asexuée de l'agent pathogène qui pourrait ne connaître qu'un stade de reproduction sexuée. La seule espèce qui a été signalée comme ayant un anamorphe dans le genre Ophiosphaerella est Ophiosphaerella herpotricha.

## Environnement
L'agent pathogène des taches annulaires nécrotiques du gazon nécessite des températures plus basses. Les saisons du printemps et de l'automne sont idéales pour ce pathogène, car elles sont fraîches à chaudes et humides. L'agent pathogène nécessite également des sols moins riches en azote. 
Des facteurs tels que le pH élevé du sol et un bon niveau d'humidité sont critiques pour le développement de cette maladie. La fertilisation et la fréquence d'arrosage sont donc des facteurs environnementaux cruciaux pour ce pathogène. Cependant, il est possible que cet agent pathogène fongique se développe après la saison de croissance et tout au long de l'été. Ophiosphaerella korrae profite certainement de couches de sol plus épaisses et plus compactes, et bénéficie également de couches de chaume plus épaisses. En résumé, les conditions les plus contraires à cette maladie sont les environnements de températures plus froides, un chaume haut et dense, une hauteur de tonte plus faible, et une fertilisation appliquée de façon inadaptée  (teneur en azote trop faible) et au mauvais moment. Une irrigation excessive peut également favoriser la croissance de la maladie.

## Méthode de lutte
Les taches annulaires nécrotiques peuvent être maîtrisées par des moyens chimiques ou culturaux. Les techniques culturakles comprennent l'utilisation de sulfate d'ammonium ou d'autres engrais acidifiants pour supprimer l'agent pathogène en abaissant le pH du sol entre 6,0 et 6,2. Un sol plus acide décourage l'activité d’Ophiosphaerella korrae. 
En cas de réduction du pH à ces niveaux, des applications supplémentaires de manganèse doivent être faites pour compenser le pH plus bas. À l'heure actuelle, il n'y a que deux cultivars résistants de pâturin, qui sont 'Riviera'  et 'Patriot'. 
Un élément de leur résistance pourrait être qu'ils tolèrent les basses températures, car les graminées sont plus sensibles à l'agent pathogène à des températures plus basses. En outre, la réduction des apports d'eau et la croissance du gazon sur des sols bien drainés peuvent contribuer à réduire les symptômes de la maladie.
Plusieurs fongicides différents sont employés pour lutter contre le pathogène : fénarimol, propiconazole, myclobutanil et  azoxystrobine. Historiquement, c'est le fénarimol et le myclobutanil qui ont été principalement utilisés. 
Dans une étude où des pesticides dilués ont été pulvérisés sur des parcelles d'essai infestées, le fénarimol s'est avéré le plus efficace avec une réduction de 94,6 % de la maladie. Le myclobutanil a également réduit l'importance de la maladie, mais seulement de 37,7 % . Le myclobutanil est généralement reconnu comme un fongicide à action faiblement inhibitrice de la déméthylation (DMI) et le fénarimol n'est plus homologué pour le gazon. Un certain nombre d'autres fongicides DMI ont été utilisés avec succès, dont le propiconazole, le tébuconazole, le metconazole et d'autres. La pyraclostrobine et la fluoxastrobine ont également été utilisées pour lutter contre ce pathogène.

## Importance économique
Cette maladie est relativement importante dans la mesure où elle risque d'affecter les pelouses des particuliers, mais aussi les terrains de golf, les parcs, espaces verts et aires de loisirs. Les plaques de gazon mortes sont très inesthétiques,  ce qui peut gêner les gens et les empêcher de profiter de leurs paysages. Il est donc important de limiter l'expansion de cette maladie.